# 신강민중반제연합회
신강민중반제연합회(중국어: 新疆民眾反帝聯合會)는 1935년부터 1942년까지 중국 신강성에서 활동한 마르크스-레닌주의 단체로 성스차이 치하의 신장을 소련의 위성국가이자 일당국가로 통치했다.

## 역사
이 단체는 1934년에 성스차이와 신강 지역의 지식인들의 주도로 설립되었으며, 반제국주의, 소련과의 우호, 사회개혁, 평등, 청렴정부, 평화를 포함한 6개의 이상을 목표 과제로 삼았다. 성스차이는 신강성의 후진성은 인지하고 마르크스-레닌주의와 스탈린주의를 적용할 것이라고 공표했다. 
그러나 성스차이의 변덕으로 소련과의 관계가 악화되고, 신강성 지도부가 중국국민당에 몰래 접근한것이 발각되 1942년 4월 이 단체는 해산되었다.